# Trioza amamiosimensis
Trioza amamiosimensis är en insektsart som beskrevs av Shinji Kuwayama 1943. Trioza amamiosimensis ingår i släktet Trioza och familjen spetsbladloppor. Inga underarter finns listade i Catalogue of Life.